# Bombomyia burundi
Bombomyia burundi är en tvåvingeart som beskrevs av Neal L. Evenhuis och Greathead 1999. Bombomyia burundi ingår i släktet Bombomyia och familjen svävflugor. Inga underarter finns listade i Catalogue of Life.